# Pitar bermudezi
Pitar bermudezi is een tweekleppigensoort uit de familie van de Veneridae. De wetenschappelijke naam van de soort is voor het eerst geldig gepubliceerd in 2001 door Macsotay & Campos.